# Foxy Lady
Foxy Lady je osmé studiové album americké zpěvačky a herečky Cher, vydané v červenci roku 1972 u společnosti MCA Records.

## O albu
Album Foxy Lady přichází po velmi úspěšném eponymním (později přejmenované na Gypsys, Tramps & Thives) albu z předchozího roku. Toto období bylo celkově pro Cher velmi úspěšné. Byla úspěšnou zpěvačkou a nově i televizní hvězdou s show The Sonny & Cher Comedy Hour. Když nová deska vyšla, byla v hudebních žebříčcích společně s předchozím albem a také s albem Sonnyho & Cher All I Ever Need Is You.
Album produkoval převážně Snuff Garrett, který stál i za předchozí deskou. Tři písně koprodukoval Sonny Bono. Byly to písně – "A Song For You", "The First Time" a "Don't Hide Your Love". Tato spolupráce však byla pod takovým tlakem, že nakonec Garrett po dokončení alba jako producent rezignoval. Další album Bittersweet White Light (1973) tedy produkoval Sonny Bono, ale jelikož se jednalo o velký neúspěch, Snuff Garrett byl znovu osloven, aby produkoval další Cher alba Half-Breed (1973). Souhlasil s podmínkou, že se Sonny Bono projektu nezúčastní.
První stopou na albu je "Living In A House Divided", píseň o rozchodu. Album obsahuje dvě coverze – "A Song For You" a "Never Been To Spain". Na tomto albu se také zúčastnil Bob Stone, autor megahitu "Gypsys, Tramps & Thives", napsal skladbu s názvem "If I Knew Then". Dvě písně z alba byly později přezpívány americkou zpěvačkou Maureen McGovernem pro její debutové album The Morning After z roku 1973.
Ačkoliv pilotní singl "Living In A House Divided" byl úspěšný a prodeje byly velmi dobré, album slavilo pouze mírný úspěch. Prodalo se ho celosvětově asi 750 tisíc kusů.
V roce 1976, kdy byla Cher zaneprázdněna svojí TV show, byla u Mego Corporation vydána kolekce Cher-panenek. Jeden z outfitů byl věnován tomuto albu.
V roce 1993 bylo album vydáno společně s předchozím počinem na kompaktním disku. Samostatně album na CD nikdy nevyšlo.

## Singly
Z alba vzešly dva singly. "Living In A House Divided" vyšel jako první a byl úspěšný. V Americe se umístil na 22. místě a v Kanadě na místě 17. Krátce na to vyšel druhý singl "Don't Hide Your Love", který se v Americe dostal na 46. místo.

## Seznam skladeb
| Pořadí         | Název                          | Autor                          | Délka |
| -------------- | ------------------------------ | ------------------------------ | ----- |
| 1.             | Living In A House Divided      | Tom Bahler                     | 2:57  |
| 2.             | It Might As Well Stay Monday   | Bodie Chandler                 | 3:00  |
| 3.             | A Song For You                 | Leon Russell                   | 3:14  |
| 4.             | Down, Down, Down               | Ester Jack                     | 2:53  |
| 5.             | Don't Ever Try To Close A Rose | Ginger Greco                   | 2:45  |
| 6.             | The First Time                 | Sonny Bono                     | 3:10  |
| 7.             | Let Me Down Easy               | John Simon, Al Stillman        | 2:29  |
| 8.             | If I Knew Then                 | Bob Stone                      | 2:34  |
| 9.             | Don't Hide Your Love           | Neil Sedaka, Howard Greenfield | 2:50  |
| 10.            | This God-Forsaken Day          | Jack Segal                     | 2:43  |
| 11.            | Never Been To Spain            | Hoyt Axton                     | 3:27  |
| Celková délka: | Celková délka:                 | Celková délka:                 | 29:19 |

## Obsazení
- Cher – zpěv

Technická podpora
- Snuff Garrett – producent
- Sonny Bono – producent a fotograf
- Lennie Roberts – zvukový inženýr
- Al Capps – pomoc s aranžmá
- Gene Page – pomoc s aranžmá
- Michel Rubini – pomoc s aranžmá
- Virginia Clark – umělecký ředitel

## Umístění
| Umístění (1972) | Pozice |
| --------------- | ------ |
| Kanada          | 39     |
| USA             | 43     |